# Saison 2016-2017 du FC Nantes
Maillots
Dernière mise à jour : 24 mai 2017.
Chronologie
Saison précédente Saison suivante
La saison 2016-2017 du FC Nantes est la 74e saison de l'histoire du club nantais. Le club est engagé dans trois compétitions : la Ligue 1 (49e participation), la Coupe de France (74e participation) et la Coupe de la Ligue (23e participation).

## Pré-saison
- 1er juin : calendrier de la L1 dévoilé par la LFP.
- 29 juin : reprise de l'entraînement à la Jonelière.
- 5 au 12 juillet : stage de préparation à Annecy.
- 17 juillet : tournoi amical (Coupe des Traditions) à Duisbourg.
- 28 au 30 juillet : stage de préparation à Arzon.
- 13 août : 1er match de L1.

## Effectif et encadrement

### Transferts
| Nom                   | Nationalité | Poste      | Transfert                | Provenance/Destination | Division            | Référence |
| --------------------- | ----------- | ---------- | ------------------------ | ---------------------- | ------------------- | --------- |
| Arrivées              |             |            |                          |                        |                     |           |
| René Girard           | France      | Entraîneur | Libre                    | -                      | -                   | Référence |
| Diego Carlos          | Brésil      | Défenseur  | Transfert                | GD Estoril Praia       | Liga NOS            | Référence |
| Lucas Lima            | Brésil      | Défenseur  | Transfert                | FC Arouca              | Liga NOS            | Référence |
| Alexander Kačaniklić  | Suède       | Milieu     | Fin de contrat           | Fulham FC              | Championship        | Référence |
| Amine Oudrhiri        | France      | Milieu     | Fin de prêt              | CS Sedan-Ardennes      | National            | -         |
| Nicolaj Thomsen       | Danemark    | Milieu     | Transfert                | Aalborg BK             | Superligaen         | Référence |
| Fernando Aristeguieta | Venezuela   | Attaquant  | Fin de prêt              | Red Star FC            | Ligue 2             | -         |
| Mariusz Stępiński     | Pologne     | Attaquant  | Transfert                | Ruch Chorzów           | Ekstraklasa         | Référence |
| Départs               |             |            |                          |                        |                     |           |
| Michel Der Zakarian   | Arménie     | Entraîneur | Fin de contrat           | Stade de Reims         | Ligue 2             | Référence |
| Lorik Cana            | Albanie     | Défenseur  | Contrat résilié          | -                      | -                   | Référence |
| Ermir Lenjani         | Albanie     | Défenseur  | Fin de prêt              | Stade rennais FC       | Ligue 1             | -         |
| Youssouf Sabaly       | France      | Défenseur  | Fin de prêt              | Paris Saint-Germain FC | Ligue 1             | -         |
| Adryan                | Brésil      | Milieu     | Fin de prêt              | CR Flamengo            | Brasileirão         | -         |
| Alejandro Bedoya      | États-Unis  | Milieu     | Transfert                | Philadelphia Union     | Major League Soccer | Référence |
| Rémi Gomis            | Sénégal     | Milieu     | Fin de contrat           | FC Wil                 | Challenge League    | Référence |
| Amine Oudrhiri        | France      | Milieu     | Transfert                | Casertana FC           | Lega Pro            | Référence |
| Birama Touré          | Mali        | Milieu     | Transfert                | Standard de Liège      | Jupiler Pro League  | Référence |
| Johan Audel           | France      | Attaquant  | Fin de contrat           | Beitar Jérusalem       | Ligat HaAl          | Référence |
| Kolbeinn Sigthórsson  | Islande     | Attaquant  | Prêt avec option d'achat | Galatasaray SK         | Spor toto Süper Lig | Référence |

| Nom              | Nationalité | Poste      | Transfert       | Provenance/Destination | Division | Référence |
| ---------------- | ----------- | ---------- | --------------- | ---------------------- | -------- | --------- |
| Arrivées         |             |            |                 |                        |          |           |
| Sergio Conceição | Portugal    | Entraîneur | Libre           | Vitória Guimarães      | Liga NOS | Référence |
| Départs          |             |            |                 |                        |          |           |
| René Girard      | France      | Entraîneur | Contrat résilié | -                      | -        | Référence |

| Nom                   | Nationalité  | Poste     | Transfert                | Provenance/Destination           | Division            | Référence |
| --------------------- | ------------ | --------- | ------------------------ | -------------------------------- | ------------------- | --------- |
| Arrivées              |              |           |                          |                                  |                     |           |
| Sérgio Oliveira       | Portugal     | Milieu    | Prêt sans option d'achat | FC Porto                         | Liga NOS            | Référence |
| Felipe Pardo          | Colombie     | Milieu    | Prêt avec option d'achat | Olympiakos                       | Superleague Elláda  | Référence |
| Préjuce Nakoulma      | Burkina Faso | Attaquant | Libre                    | Contrat résilié avec Kayserispor | Spor toto Süper Lig | Référence |
| Kolbeinn Sigthórsson  | Islande      | Attaquant | Contrat résilié          | Galatasaray SK                   | Spor toto Süper Lig | Référence |
| Départs               |              |           |                          |                                  |                     |           |
| Nicolaj Thomsen       | Danemark     | Milieu    | Transfert                | FC Copenhague                    | Superligaen         | Référence |
| Fernando Aristeguieta | Venezuela    | Attaquant | Transfert                | CD Nacional                      | Liga NOS            | Référence |

## Matchs de la saison

### Matchs amicaux
Les joueurs professionnels du FC Nantes reprennent le chemin de l'entraînement le mercredi 29 juin 2016. Ils effectuent un premier stage de préparation du 5 juillet au 12 juillet à Annecy, en Haute-Savoie, puis un second stage de préparation du 28 juillet au 30 juillet à Arzon, dans le Morbihan, entrecoupés de plusieurs matchs de préparation contre des adversaires de différents niveaux et nationalités.

### Matchs officiels de la saison
Le club est engagé dans trois compétitions : la Ligue 1 (49e participation), la Coupe de France (74e participation) et la Coupe de la Ligue (23e participation).
- La Ligue 1 2016-2017 est la soixante-dix-neuvième édition du championnat de France de football et la quinzième sous l'appellation « Ligue 1 ». La division oppose vingt clubs en une série de trente-huit rencontres. Les meilleurs de ce championnat se qualifient pour les coupes d'Europe que sont la Ligue des champions (le podium) et la Ligue Europa (le quatrième et les vainqueurs des coupes nationales). Le FC Nantes participe à cette compétition pour la quarante-neuvième fois de son histoire.
- La Coupe de France 2016-2017 est la 100e édition de la coupe de France, une compétition à élimination directe mettant aux prises tous les clubs de football amateurs et professionnels à travers la France métropolitaine et les DOM-TOM. Elle est organisée par la FFF et ses ligues régionales.
- La Coupe de la Ligue 2016-2017 est la 23e édition de la Coupe de la Ligue, compétition à élimination directe organisée par la Ligue de football professionnel (LFP) depuis 1994, qui rassemble uniquement les clubs professionnels de Ligue 1, Ligue 2 et National.

#### Classement
| Rang | Équipe                 | Pts | J  | G  | N  | P  | Bp | Bc | Diff | Qualification ou relégation                                              |
| ---- | ---------------------- | --- | -- | -- | -- | -- | -- | -- | ---- | ------------------------------------------------------------------------ |
| 5    | Olympique de Marseille | 62  | 38 | 17 | 11 | 10 | 57 | 41 | +16  | Qualification pour le troisième tour de qualification de la Ligue Europa |
| 6    | Girondins de Bordeaux  | 59  | 38 | 15 | 14 | 9  | 53 | 43 | +10  | Qualification pour le troisième tour de qualification de la Ligue Europa |
| 7    | FC Nantes              | 51  | 38 | 14 | 9  | 15 | 40 | 54 | −14  |                                                                          |
| 8    | AS Saint-Étienne       | 50  | 38 | 12 | 14 | 12 | 41 | 42 | −1   |                                                                          |
| 9    | Stade rennais FC       | 50  | 38 | 12 | 14 | 12 | 36 | 42 | −6   |                                                                          |

## Statistiques

### Statistiques collectives
| Compétition       | Débute au tour | Termine        | Matches joués | Gagnés | Nuls | Perdus | Buts pour | Buts contre | Différence | Cartons jaunes | Cartons rouges |
| ----------------- | -------------- | -------------- | ------------- | ------ | ---- | ------ | --------- | ----------- | ---------- | -------------- | -------------- |
| Ligue 1           | -              | -              | 38            | 14     | 9    | 15     | 40        | 54          | -14        | 78             | 3              |
| Coupe de France   | 1/32 de finale | 1/16 de finale | 2             | 1      | 0    | 1      | 2         | 2           | 0          | 2              | 0              |
| Coupe de la Ligue | 1/16 de finale | 1/4 de finale  | 3             | 2      | 0    | 1      | 5         | 4           | +1         | 4              | 1              |
| Total             | -              | -              | 43            | 17     | 9    | 17     | 47        | 60          | -13        | 84             | 4              |

### Équipe type
| Riou Dubois Djidji D. Carlos Lima Iloki Gillet (c) Rongier Harit Sala Bammou |
| Équipe type du FC Nantes lors de la saison 2016-2017.                        |
| Riou Dubois Djidji D. Carlos Lima Iloki Gillet (c) Rongier Harit Sala Bammou |

| no | Joueur           | Nat. | Poste             | MJ | Doublure             | MJ |
| -- | ---------------- | ---- | ----------------- | -- | -------------------- | -- |
| 1  | Rémy Riou        |      | Gardien de but    | 22 | Maxime Dupé          | 16 |
| 15 | Léo Dubois       |      | Latéral droit     | 36 | Enock Kwateng        | 7  |
| 26 | Koffi Djidji     |      | Défenseur central | 28 | Oswaldo Vizcarrondo  | 20 |
| 3  | Diego Carlos     |      | Défenseur central | 34 | Anthony Walongwa     | 3  |
| 6  | Lucas Lima       |      | Latéral gauche    | 38 | Wilfried Moimbé      | 8  |
| 7  | Jules Iloki      |      | Ailier droit      | 23 | Alexander Kačaniklić | 17 |
| 27 | Guillaume Gillet |      | Milieu défensif   | 38 | Abdoulaye Touré      | 12 |
| 28 | Valentin Rongier |      | Milieu défensif   | 31 | Sérgio Oliveira      | 6  |
| 14 | Amine Harit      |      | Ailier gauche     | 30 | Adrien Thomasson     | 29 |
| 9  | Emiliano Sala    |      | Attaquant         | 34 | Mariusz Stępiński    | 21 |
| 10 | Yacine Bammou    |      | Attaquant         | 32 | Préjuce Nakoulma     | 11 |

## Business Club FC Nantes
- Club Entreprises du FC Nantes[5]
  - Anvolia
  - Etixx
  - Flamino
  - Manitou
  - Nantes Métropole
  - Orange
  - Proginov
  - Synergie
  - Umbro
  - Winamax

## Affluence et télévision

### Affluence
L'affluence à domicile du FC Nantes atteint un total :
- de 439 886 spectateurs en 19 rencontres de Ligue 1, soit une moyenne de 23 152/match.
- de 58 601 spectateurs en 3 rencontres de Coupe de la Ligue, soit une moyenne de 19 534/match.
- de 498 487 spectateurs en 22 rencontres toutes compétitions confondues, soit une moyenne de 22 658/match.

Affluence du FC Nantes à domicile

### Retransmission télévisée
| Diffuseur                               | Rencontres | Pourcentages |
| --------------------------------------- | ---------- | ------------ |
| beIN Sports                             | 30         | 69,78%       |
| Canal+ Sport                            | 7          | 16,28%       |
| Canal+                                  | 3          | 6,98%        |
| Co-diffusion beIN Sports & Canal+ Sport | 1          | 2,32%        |
| Eurosport 1                             | 1          | 2,32%        |
| Eurosport 2                             | 1          | 2,32%        |
| Total                                   | 43         | 100%         |